# Aldege „Baz“ Bastien Memorial Award
Der Aldege „Baz“ Bastien Memorial Award ist eine Eishockeytrophäe der American Hockey League (AHL), die alljährlich an den besten Torhüter der Saison vergeben wird.
Die Trophäe ist benannt nach Aldege „Baz“ Bastien, der von 1945 bis 1949 für die Pittsburgh Hornets in der American Hockey League im Tor stand. Später wurde er Trainer und General Manager des Teams und führte es 1967 zum Gewinn des Calder Cup. 1983 starb Bastien, damals Manager des NHL-Teams Pittsburgh Penguins, weshalb bereits ein Jahr später dieser Preis seinen Namen trug.

## Gewinner
| Jahr | Spieler              | Team                           |
| ---- | -------------------- | ------------------------------ |
| 2025 | Michael DiPietro     | Providence Bruins              |
| 2024 | Hunter Shepard       | Hershey Bears                  |
| 2023 | Dustin Wolf          | Calgary Wranglers              |
| 2022 | Dustin Wolf          | Stockton Heat                  |
| 2021 | Logan Thompson       | Henderson Silver Knights       |
| 2020 | Kaapo Kähkönen       | Iowa Wild                      |
| 2019 | Alex Nedeljkovic     | Charlotte Checkers             |
| 2018 | Garret Sparks        | Toronto Marlies                |
| 2017 | Troy Grosenick       | San Jose Barracuda             |
| 2016 | Peter Budaj          | Ontario Reign                  |
| 2015 | Matt Murray          | Wilkes-Barre/Scranton Penguins |
| 2014 | Jake Allen           | Chicago Wolves                 |
| 2013 | Niklas Svedberg      | Providence Bruins              |
| 2012 | Yann Danis           | Oklahoma City Barons           |
| 2011 | Brad Thiessen        | Wilkes-Barre/Scranton Penguins |
| 2010 | Jonathan Bernier     | Manchester Monarchs            |
| 2009 | Cory Schneider       | Manitoba Moose                 |
| 2008 | Michael Leighton     | Albany River Rats              |
| 2007 | Jason LaBarbera      | Manchester Monarchs            |
| 2006 | Dany Sabourin        | Wilkes-Barre/Scranton Penguins |
| 2005 | Ryan Miller          | Rochester Americans            |
| 2004 | Jason LaBarbera      | Hartford Wolf Pack             |
| 2003 | Marc Lamothe         | Grand Rapids Griffins          |
| 2002 | Martin Prusek        | Grand Rapids Griffins          |
| 2001 | Dwayne Roloson       | Worcester IceCats              |
| 2000 | Martin Brochu        | Portland Pirates               |
| 1999 | Martin Biron         | Rochester Americans            |
| 1998 | Scott Langkow        | Springfield Falcons            |
| 1997 | Jean-François Labbé  | Hershey Bears                  |
| 1996 | Manny Legace         | Springfield Falcons            |
| 1995 | Jim Carey            | Portland Pirates               |
| 1994 | Frédéric Chabot      | Hershey Bears                  |
| 1993 | Corey Hirsch         | Binghamton Rangers             |
| 1992 | Félix Potvin         | St. John’s Maple Leafs         |
| 1991 | Mark LaForest        | Binghamton Rangers             |
| 1990 | Jean-Claude Bergeron | Canadiens de Sherbrooke        |
| 1989 | Randy Exelby         | Canadiens de Sherbrooke        |
| 1988 | Wendell Young        | Hershey Bears                  |
| 1987 | Mark LaForest        | Adirondack Red Wings           |
| 1986 | Sam St. Laurent      | Maine Mariners                 |
| 1985 | Jon Casey            | Baltimore Skipjacks            |
| 1984 | Brian Ford           | Fredericton Express            |